# Catherine (série télévisée, 1986)
Pour les articles homonymes, voir Catherine.
Catherine est un feuilleton télévisé français en soixante épisodes de 26 minutes, réalisé par Marion Sarraut d'après l'œuvre de Juliette Benzoni, Catherine, et diffusé à partir du 19 mars 1986 sur Antenne 2.

## Synopsis
Ce feuilleton raconte l'histoire de Catherine Legoix, fille d'un orfèvre sur le Pont au Change à Paris, qui tombe follement amoureuse du comte Arnaud de Montsalvy.
L'histoire commence à la fin de la guerre de Cent Ans, pendant la révolte des Cabochiens qui ont décidé de pendre un Armagnac : Michel de Montsalvy. Il est finalement sauvé par Catherine et son ami Landry. Ceux-ci tentent de le faire évader mais l'entreprise échoue : le comte de Montsalvy est massacré par le boucher Legoix, l'oncle de Catherine. Le père de Catherine est pendu à sa propre enseigne. Catherine, sa mère, son amie Sara l’Égyptienne et Barnabé le Coquillard se rendent à Bruges car ils sont proscrits à Paris. Catherine y séduit le duc de Bourgogne, Philippe le Bon. Au cours d'un voyage, Catherine trouve un chevalier blessé ; c'est le grand médecin du Calife, Abou-al-Khayr, parti en voyage, qui le soigne. Ce chevalier est le propre frère de Michel de Montsalvy, Arnaud. Catherine en tombe aussitôt amoureuse. Cet amour réciproque est impossible, car Arnaud apprend que Catherine porte le nom de l'assassin de son frère... Tout au long de la série, Catherine tente de le reconquérir au péril de sa propre vie, prête à le poursuivre au bout du monde et à le sauver de divers périls en étant rejetée une fois sur deux. En chemin, elle se lie avec des personnages historiques célèbres : Jan Van Eyck, Jacques Cœur, la reine Yolande d'Aragon, le roi Charles VII, le Dauphin et futur Louis XI, René d'Anjou, Tristan L'Hermite...

## Fiche technique
- Format original : 60 x 26 minutes
- Réalisation : Marion Sarraut
- Production : Catherine Jurquet
- Scénario : Juliette Benzoni et Jean Chatenet
- Photographie : Francis Junek
- Musique : Robert Viger
- Montage :
- Décors : Serge Sommier
- Costumes : Josette Verrier
- Coordination cascades :
- Conseiller équestre :Mario Luraschi
- Dresseur animaux :

## Distribution
- Claudine Ancelot : Catherine Legoix
- Pierre-Marie Escourrou : Michel de Montsalvy / Arnaud de Montsalvy
- Pascale Petit : Sara la Noire
- Nicole Maurey : Isabelle de Montsalvy
- Philippe Clay : Barnabé le Coquillart
- Isabelle Guiard : Jeanne d'Arc
- Gérard Chambre : Jean Poton de Xaintrailles
- Pierre Deny : Jean de Dunois
- Jacques Duby : Frère Etienne
- Jean-François Poron : Philippe III de Bourgogne
- Dora Doll : Ermengarde de Chateauvillain
- Amidou : Abou-al-Khayr
- Geneviève Casile : la Reine Yolande d'Aragon
- Jean-Claude Aubé : le Roi René d'Anjou
- Christian Alers : Mathieu Gautherin
- Philippe Auriault : Landry Pigasse
- Anne Lefébure : Jacquette Legoix
- Clément Michu : maître Cornélis
- Jacques Brucher : Jacques de Roussay
- Sylvie Folgoas : Michelle de France
- Daniel Tarrare : Jean de Luxembourg
- François Brincourt : Arthur de Richemont
- Stéphane Bouy : Garin de Brasey / moine espagnol
- Michel Peyrelon : Georges de la Trémoille
- Lena Grinda : Mme de la Trémoille
- Marie Daëms : Anne de Sillé
- Benoît Brione : Gilles de Rais
- Sylvain Lemarié : l'abbé Bernard
- Anne-Marie Scieller : Marie de Comborn
- James Sparrow : Sir Hugh Kennedy
- Philippe Murgier : Jacques Cœur
- Serge Bento : Renaudot
- Patrice Alexsandre : Damoiseau de Commercy